# Liste der Kulturdenkmale in Drage (Steinburg)
In der Liste der Kulturdenkmale in Drage sind alle Kulturdenkmale der schleswig-holsteinischen Gemeinde Drage (Kreis Steinburg) und ihrer Ortsteile aufgelistet (Stand: 26. Mai 2025).

## Legende
In den Spalten befinden sich folgende Informationen:
- Objekt-ID: die Nummer des Kulturdenkmales
- Lage: die Adresse des Kulturdenkmales und die geographischen Koordinaten. Kartenansicht, um Koordinaten zu setzen. In der Kartenansicht sind Kulturdenkmale ohne Koordinaten mit einem roten Marker dargestellt und können in der Karte gesetzt werden. Kulturdenkmale ohne Bild sind mit einem blauen Marker gekennzeichnet, Kulturdenkmale mit Bild mit einem grünen Marker.
- Offizielle Bezeichnung: Bezeichnung des Kulturdenkmales
- Beschreibung: die Beschreibung des Kulturdenkmales
- Bild: ein Bild des Kulturdenkmales

## Bauliche Anlagen
| Objekt-ID     | Lage                                    | Offizielle Bezeichnung | Beschreibung | Bild            |
| ------------- | --------------------------------------- | ---------------------- | --- | --------------- |
| 6791 Wikidata | Schloßweg 2 (54° 0′ 12″ N, 9° 31′ 8″ O) | Gutshaus               | Gutshaus; 1. Hälfte 19. Jh., Umbau Anf. 20. Jh.; eingeschossiger Fachwerkbau über hohem Sockelgeschoss und mit Mansarddach, verputzte Hoffassade, firsthohes Zwerchhaus mit reichem Sichtfachwerk - Begründung: geschichtlich, künstlerisch, Kulturlandschaft prägend - Schutzumfang: gesamtes Objekt - Denkmaltyp: Bauliche Anlage | Fotos hochladen |

## Gründenkmale
| Objekt-ID      | Lage                                    | Offizielle Bezeichnung | Beschreibung | Bild |
| -------------- | --------------------------------------- | ---------------------- | --- | ---- |
| 23859 Wikidata | Schloßweg 2 (54° 0′ 11″ N, 9° 31′ 4″ O) | Gutspark               | Alteintragung (Aktualisierung vorgesehen) - Begründung: geschichtlich, Kulturlandschaft prägend - Schutzumfang: Gutspark, Wirtschaftshofinsel mit Graben, Fischteich, gepflasterter Zufahrtsweg mit Rondell - Denkmaltyp: Gründenkmal | BW   |
| 26849 Wikidata | Schloßweg 2 (54° 0′ 10″ N, 9° 31′ 8″ O) | Zufahrtsallee          | Alteintragung (Aktualisierung vorgesehen) - Begründung: geschichtlich, Kulturlandschaft prägend - Schutzumfang: gesamtes Objekt - Denkmaltyp: Gründenkmal                                                                             | BW   |

## Quelle
- Liste der Kulturdenkmale in Schleswig-Holstein – Kreis Steinburg

- Karte mit allen Koordinaten:
- OSM |
- WikiMap